# Грэфенберг, Эрнст
Эрнст Грэфенберг (нем. Ernst Gräfenberg; 26 сентября 1881, Аделебзен, Германская империя — 28 октября 1957, Нью-Йорк, США) — немецкий врач, известный работой по развитию внутриматочной спирали (кольцо Грэфенберга) и исследованиями роли уретры в оргазме. В 1950 году предположил наличие особой эрогенной зоны на передней стенке влагалища, а также представил доклад о жидкости, связанной с этой точкой, и определённо отличающейся от мочи. Джон Д. Перри и Биверли Уиппл назвали соответствующую эрогенную зону в честь ученого — G-точка. Позже её существование как отдельного органа было опровергнуто многими научными исследованиями. После смерти Грэфенберга внутриматочная спираль стала всемирно известна как способ планирования семьи.

## Биография
Родился 26 сентября 1881 года в Аделебзене недалеко от Геттингена. Он изучал медицину в Геттингене и Мюнхене. Получил докторскую степень 10 марта 1905 года. Начал врачебную работу на кафедре офтальмологии в Вюрцбургскском университете в Баварии. После Вюрцбурга он перешел на акушерско-гинекологическое отделение Кильского университета и продолжил работу этой области под руководством доктора Р. Верта. В 1910 году он начал работать гинекологом в Берлине. Он работал с доктором Й. Тисом в Берлинском университете и начал свою научную работу по физиологии репродукции.
Грэфенберг отстаивал теории противозачаточных средств, в частности, он предложил внутриматочную спираль /IDS/, которая действовала 5 лет. В 1928 году Грефенберг стал членом исполнительного комитета Международного общества сексологии.
В 1933 году после прихода к власти в Германии нацистов Грэфенберг лишился всех постов в университете из-за своего еврейского происхождения, а в 1937 году его арестовали. В 1940 году Международное общество сексологии собрало деньги и выкупило его из концлагеря, после чего Грэфенберг смог уехать в США.
В 1950 году в США вышла его брошюра «The Role of Urethra in Female Orgasm», где он описал точку Грэфенберга.